# Bon vieux temps
Pour les articles homonymes, voir Le Bon Vieux Temps.

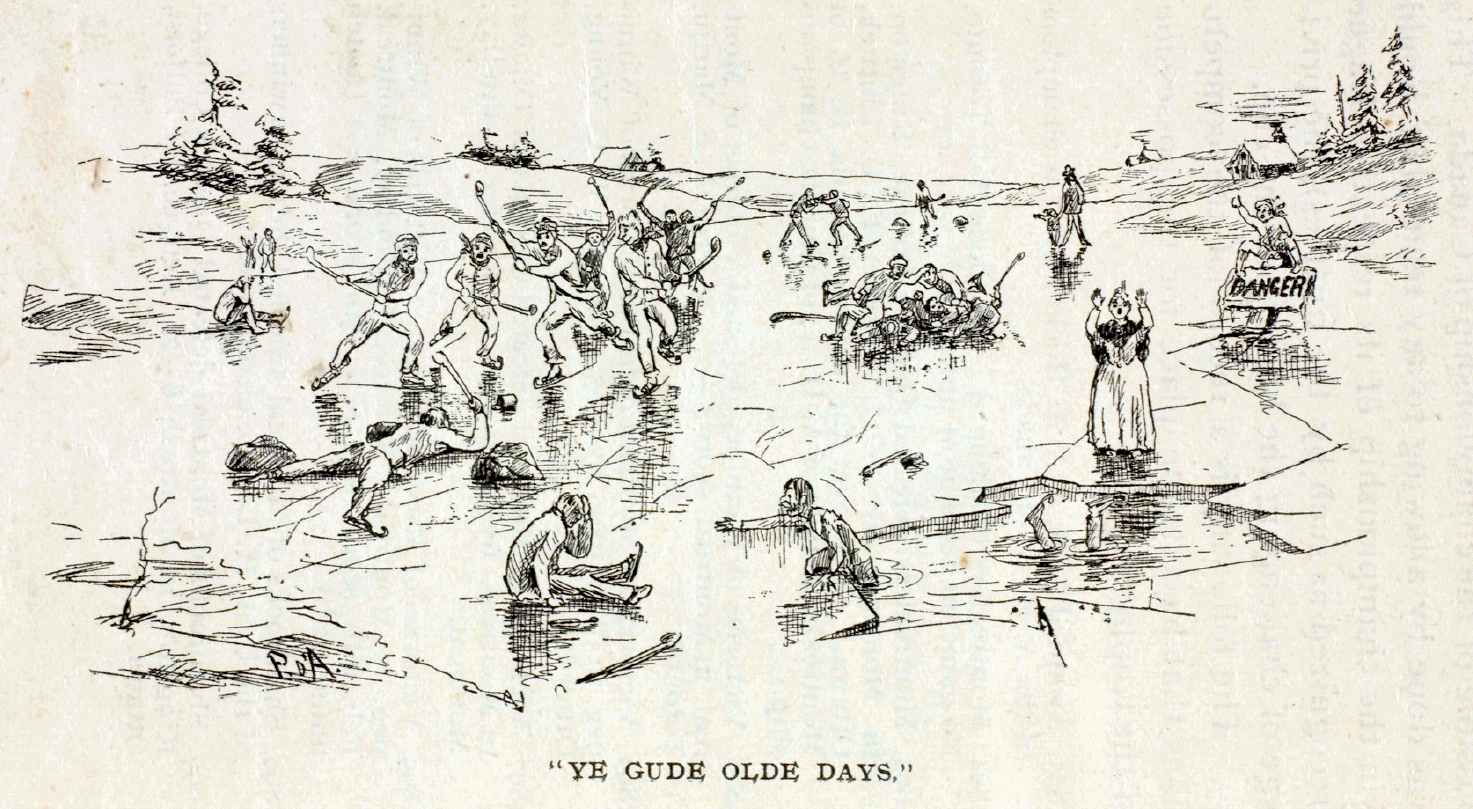
Dessin représentant un ancien match de hockey avec la mention Ye gud old days (« le bon vieux temps » en anglais).

Le bon vieux temps (en anglais The good old days) est une expression typique dans la culture populaire. Elle se réfère à une période considérée par le locuteur comme meilleure que celle qu'il est en train de vivre.

## Présentation
Dans l'histoire de l'humanité, l'idéalisation du passé est récurrente, et nombre de périodes furent idéalisées par rapport à un temps présent moins bien considéré. En témoigne par exemple l'usage du terme « Belle Époque » utilisé après la Première Guerre mondiale pour évoquer le début du XXe siècle.
Cette expression évoque également une certaine forme de nostalgie, mais surtout de passéisme, qui s'affiche également au travers d'une autre expression, quelquefois répétée comme un leitmotiv : « C'était mieux avant ! » (ou « Tout était mieux avant ! »). Selon cette vision, les objets passés, voire « vintage » ne sont plus totalement « ringards » et des personnes regrettent les objets technologiques simples du genre Atari, le disque vinyle ou la cassette VHS deviennent des objets de collection.

## Évocation

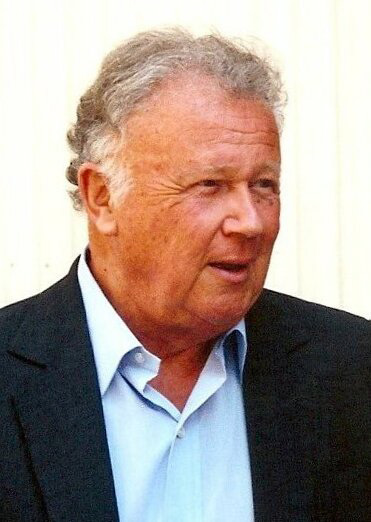
Philippe Bouvard

Le journaliste et essayiste français Philippe Bouvard présente cette expression sous la forme d'une boutade : « Le bon vieux temps : tout ce que la mémoire range dans ses débarras en gommant le médiocre pour ne retenir que le meilleur. » qui permet de comprendre le côté subjectif de cette expression.
Au-delà de ces bons mots, l'évocation du bon vieux temps qui permet aux personnes âgées de « garder le meilleur » du passé est un facteur de convivialité, notamment au sein des structures les accueillant et les prenant en charge. Selon un site spécialisé, partenaire de l'Université McMaster : « l’évocation de souvenirs en groupe dirigé par un animateur qualifié aide à réduire les sentiments de solitude et de dépression ». En France, certaines maisons de retraites (Gorges, Rambouillet) portent le nom évocateur de « Bon Vieux Temps »,.
Dans un article paru sur le site de la Revue des Deux Mondes le journaliste Pierre-Antoine Delhommais, évoque « le pouvoir de fascination et d’attraction que le passé et l’histoire continuent, de nos jours encore, d’exercer sur les Français ». Dans ce texte, écrit en avril 2019, ce spécialiste de la vie économique considère qu'à la différence des années 1960, tournées vers l'avenir et le progrès, les mouvements revendicatifs des années 2010, comme celui des Gilets jaunes, font référence au temps passé par défiance pour la mondialisation et les projets de nouvelle société.

## Dans la culture populaire

### Au cinéma
- 1940 : The Good Old Days, film américain de Roy William Neill
- 1964 : Le Bon Vieux Temps, film grec d'Alékos Sakellários
- 1980 :  Comme au bon vieux temps, film américain de Jay Sandrich avec Goldie Hawn et Chevy Chase.

### À la télévision
- Le Bon Vieux Temps, 10e épisode de la saison 4 de La Quatrième Dimension
- The Good Old Days (British TV series) (en) est une série télévisée britannique, produite par Barney Colehanet tournée entre 1953 et 1983

### Dans la littérature

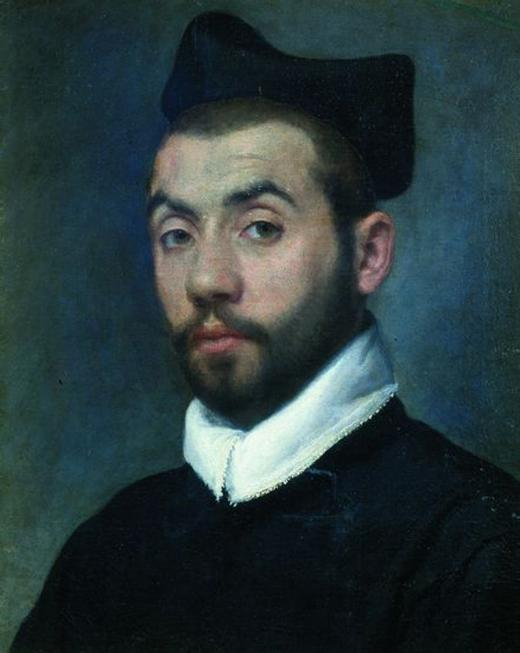
Clément Marot
(1496-1544)

Clément Marot, poète français de la Renaissance, considéré comme un des premiers poètes français modernes, est l'auteur d'un poème dénommé De l'amour du siècle antique, évoquant le « bon vieux temps » : 
«  Au bon vieux temps un train d'amours régnait,

Qui sans grand art et dons se démenait,

Si qu'un bouquet donné d'amour profonde, 

C'était donné toute la terre ronde,

Car seulement au cœur on se prenait.

Et si par cas à jouir on venait, 

Savez-vous bien comme on s'entretenait ?

Vingt ans, trente ans : cela durait un monde,

Au bon vieux temps.

Or est perdu ce qu'Amour ordonnait :

Rien que pleurs feints, rien que changes on n'oit.

Qui voudra donc qu'à aimer je me fonde, 

Il faut premier que l'Amour on refonde, 

Et qu'on la mène ainsi qu'on la menait

Au bon vieux temps. »
D'autres œuvres littéraires évoquent cette expression : 
- Le Bon Vieux Temps, roman populaire d'Élie Berthet, (1867) en ligne
- Le Bon Vieux Temps, roman de l'écrivain russe Mikhaïl Saltykov-Chtchédrine (1826 - 1889) (540 pages)  (ISBN 978-2825108444), édité par les éditions L'âge d'homme, en 1997[7].
- Le Bon Vieux Temps, roman de l'écrivain français Raymond Milési (8 pages)  (ISBN 979-10-90931-28-2) Édition Armada , collection Memoria[8].

Il existe également des essais sur ce thème. Pierre-Antoine Delhommais & Marion Cocquet sont les auteurs d'un livre dénommé Au bon vieux temps, publié en 2016 où ils dénoncent la nostalgie du passé. Ils lancent une polémique en affirmant que le mythe du bon vieux temps relèverait d'un mythe dangereux, qui « déforme la vision du présent » et accroît la peur de l'avenir, tout en faisant « le lit des populismes ».

### Dans la chanson

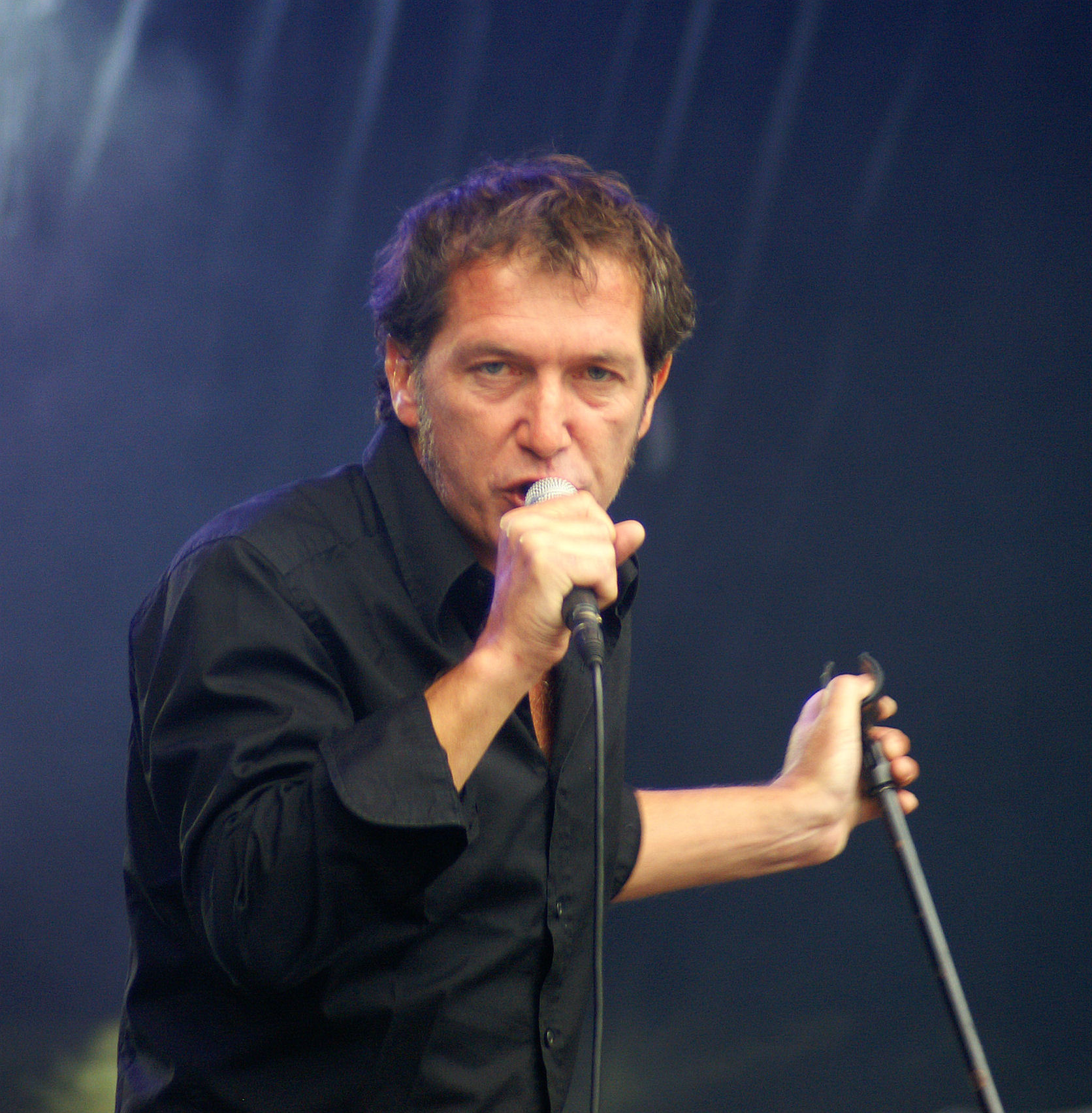
Christophe Miossec

Un grand nombre de chansons ont été écrites et composées sur ce thème par de nombreux artistes dont, notamment Christophe Miossec, avec sa chanson du bon vieux temps, sortie avec l'album Chansons ordinaires, paru le 15 mai 2011. 
Avant lui, il faut évoquer Michel Jonasz (chanson la Rue du bon vieux temps, parue avec l'album Pôle Ouest en 2000) et surtout Johnny Hallyday avec Le Bon Temps du rock and roll, adpapté d'une chanson de Bob Seger : Old Time Rock and Roll, respectivement sorties en 1978 et 1979. Cette dernière chanson est interprétée dans une scène, considérée comme « culte », par l'acteur américain Tom Cruise dans le film Risky Business sorti en 1983.
L'album In the Good Old Days (When Times Were Bad) (en), parue en 1969, de la chanteuse américaine Dolly Parton évoque également le bon vieux temps, sous une forme nettement moins nostalgique que d'autres œuvres artistiques aux titres pourtant similaires.
La chanson Seems Like Old Times a joué un rôle central dans le film Annie Hall réalisé par Woody Allenen 1977 et dans lequel elle est chantée par Diane Keaton.
En 2007, un collectif de hip-hop français dénommé Mafia K'1 Fry, avec notamment le rappeur Kerry James, a également interprété une chanson intitulée Au bon vieux temps, parue en 2007 dans l'album Jusqu'à la mort, prouvant ainsi que ce type de nostalgie concerne toutes les cultures artistiques.

### Lieux d'exposition
Un musée situé dans la commune de Chaux-Neuve, en Bourgogne-Franche-Comté se dénomme « Au Bon vieux Temps » et présente l'histoire locale et les traditions de la micro-région du Haut-Doubs, au travers d’une collection d'anciens outils et d'instruments ruraux .